# Café Regular, Cairo
Café Regular, Cairo ist ein ägyptisch-indischer Kurzfilm von Ritesh Batra aus dem Jahr 2011. In Deutschland feierte der Film am 28. April 2012 bei den Internationalen Kurzfilmtagen in Oberhausen Premiere.

## Handlung
Ein Paar redet in einem Kairoer Café über ein Thema, über das beide noch nie sprachen: Sex.

## Kritiken
„Der Film greift ein aktuelles politisches Thema auf – die Freiheit, über das eigene Leben zu bestimmen. Es ist das Portrait einer Frau, die beschließt, ihr Privatleben in die eigene Hand zu nehmen. Der Dialog ist lustig und intelligent, der Regisseur zeigt ein exzellentes Gespür für emotionale Zwischentöne. Die Form ihrerseits ist frisch und lebendig, die Kameraführung ausgefeilt und aufmerksam.“

## Auszeichnungen
Tribeca Film Festival 2012
- Best Narrative Short – Special Jury Mention

Internationale Kurzfilmtage Oberhausen 2012
- FIPRESCI-Preis

Indisches Filmfestival Stuttgart 2012
- German Star of India – Bester Kurzfilm

Chicago International Film Festival 2012
- Best Narrative/Life Action Short – Special Mention
- Best Short Film – Gold Hugo (nominiert)